# 奧西科韋 (別爾季切夫區)
49°58′12″N 28°36′32″E / 49.97000°N 28.60889°E
奧西科韋（烏克蘭語：Осикове），是烏克蘭的村落，位於該國北部日托米爾州，由別爾季切夫區負責管轄，始建於1900年，面積1.67平方公里，海拔高度266米，人口650，人口密度每平方公里458.96人。